# Sei Rakyat (Panai Tengah)
Sei Rakyat is een bestuurslaag in het regentschap Labuhan Batu van de provincie Noord-Sumatra, Indonesië. Sei Rakyat telt 4189 inwoners (volkstelling 2010).